# Основы классического танца
«Основы классического танца» — книга Вагановой А. Я. по балетоведению, впервые изданная в 1934 году.

## История создания
Автором книги стала русская артистка балета Агриппина Яковлевна Ваганова. Впервые изданная в 1934 году, книга содержала описание методики преподавания классического танца. В ней был собран и систематизирован опыт педагогов танца, развивавший традиции русской балетной сцены. Являясь, по сути, учебником, в то же время книга стала сборником лучших практик и достижений хореографической педагогики СССР.
Учебник Вагановой был переиздан девять раз. Изложенные в нём методики преподавания использовались при подготовке артистов балета в России, Европе и Азии. При жизни Вагановой книга издавалась трижды — в 1934, 1939 и 1948 годах. Переиздания включали в себя корректировки, внесённые автором впоследствии. В Театральном музее Санкт-Петербурга находится личный экземпляр второго издания учебника, на полях которого видны пометки Вагановой. Также, в первых двух изданиях примеры не сопровождались нотами, но начиная с третьего в учебник были включены примеры музыкального оформления.

## Содержание
Пособие описывает 5 позиций ног в балете. 1-я ноги вместе, носки врозь. 2-я ноги на ширине плеч, носки врозь, в остальных случаях ноги скрещиваются. Далее большую роль в танце отводится «плие» и «па» (шагу). Немаловажное значение имеет «апломб» (сохранение равновесия в танце). Основой всего танца назван «батман». У рук танцовщицы может быть три позиции: округло соединенные перед собой, разведённые в стороны и округло поднятые над головой. Разные руки могут быть в разных позициях. Позиции тела различны. Классической считается «арабеск»: танцовщица стоит на одной ноге, а другая отведена назад.